# Kanton Cuisery
Kanton Cuisery (francouzsky Canton de Cuisery) je francouzský kanton v departementu Saône-et-Loire v regionu Burgundsko. Tvoří ho 10 obcí.

## Obce kantonu
- L'Abergement-de-Cuisery
- Brienne
- Cuisery
- La Genête
- Huilly-sur-Seille
- Jouvençon
- Loisy
- Ormes
- Rancy
- Simandre